# Філіп К. Дік. Повне зібрання короткої прози. Том 1
«Філіп К. Дік. Повне зібрання короткої прози. Том 1» — перший із чотирьох томів української версії зібрання короткої прози американського письменника Філіпа Кіндреда Діка, що був виданий «Видавництвом Жупанського» за ліцензією «The Estate of Philip K. Dick» 16 квітня 2019 року на основі п'ятитомного видання Underwood–Miller «Зібрана коротка проза Філіпа К. Діка» (англ. The Collected Stories of Philip K. Dick) 1987 року.

## Анотація
До першого тому повного зібрання короткої прози відомого американського письменника, філософа та візіонера Філіпа Кіндреда Діка увійшли твори, написані у період 1947-1952 років: від найперших літературних спроб, таких як «Стабільність», «Руг», «Маленькі повстанці», й до широковідомих, зокрема за екранізаціями, творів «Час розплати» та «Друга модель», які вважаються не лише своєрідною візитівкою письменницького стилю Філіпа Діка, а й на багато років уперед сформували цілі сюжетні напрями у фантастичній літературі та кіно.

## Структура Тому 1
Перший том у собі містить 29 творів Філіпа К. Діка. Віталій Корсун переклав твори 1-25, Ігор Гарнік — 26 і 28, Єгор Поляков — 27 і 29. У книзі також є примітки Філіпа Діка, передмова перекладача Віталія Корсуна і післямова письменниці Нати Гриценко.
Перший том української версії зібрання складається з 25 творів першого тому і перших 4 творів другого тому оригінального американського видання за 1987 рік.

### Вміст
| № Тв. | Українська назва                                  | Оригінальна назва                        | Літературна форма | Літературна форма | «Зібрана коротка проза Філіпа К. Діка», 1987 | «Зібрана коротка проза Філіпа К. Діка», 1987 |
| № Тв. | Українська назва                                  | Оригінальна назва                        | Українська        | Англійська        | № Тому                                       | № Тв.                                        |
| ----- | ------------------------------------------------- | ---------------------------------------- | ----------------- | ----------------- | -------------------------------------------- | -------------------------------------------- |
| 1     | Стабільність                                      | Stability                                | Оповідання        | Short story       | 1                                            | 1                                            |
| 2     | Руг                                               | Roog                                     | Оповідання        | Short story       | 1                                            | 2                                            |
| 3     | Маленькі повстанці                                | The Little Movement                      | Оповідання        | Short story       | 1                                            | 3                                            |
| 4     | Подорож уаба                                      | Beyond Lies the Wub                      | Оповідання        | Short story       | 1                                            | 4                                            |
| 5     | Гармата                                           | The Gun                                  | Оповідання        | Short story       | 1                                            | 5                                            |
| 6     | Череп                                             | The Skull                                | Коротка повість   | Novelette         | 1                                            | 6                                            |
| 7     | Захисники                                         | The Defenders                            | Коротка повість   | Novelette         | 1                                            | 7                                            |
| 8     | Містер Зореліт                                    | Mr. Spaceship                            | Коротка повість   | Novelette         | 1                                            | 8                                            |
| 9     | Дударі з лісу                                     | Piper in the Woods                       | Оповідання        | Short story       | 1                                            | 9                                            |
| 10    | Безмежні простори                                 | The Infinites                            | Коротка повість   | Novelette         | 1                                            | 10                                           |
| 11    | Машина збереження                                 | The Preserving Machine                   | Оповідання        | Short story       | 1                                            | 11                                           |
| 12    | Витратний матеріал                                | Expendable                               | Оповідання        | Short story       | 1                                            | 12                                           |
| 13    | Чоловік-змінна                                    | The Variable Man                         | Повість           | Novella           | 1                                            | 13                                           |
| 14    | Невтомна жаба                                     | The Indefatigable Frog                   | Оповідання        | Short story       | 1                                            | 14                                           |
| 15    | Кришталевий склеп                                 | The Crystal Crypt                        | Оповідання        | Short story       | 1                                            | 15                                           |
| 16    | Коротке щасливе життя одного коричневого черевика | The Short Happy Life of the Brown Oxford | Оповідання        | Short story       | 1                                            | 16                                           |
| 17    | Тесля                                             | The Builder                              | Оповідання        | Short story       | 1                                            | 17                                           |
| 18    | Спостерігач                                       | Meddler                                  | Оповідання        | Short story       | 1                                            | 18                                           |
| 19    | Час розплати                                      | Paycheck                                 | Коротка повість   | Novelette         | 1                                            | 19                                           |
| 20    | Великий К                                         | The Great C                              | Оповідання        | Short story       | 1                                            | 20                                           |
| 21    | У саду                                            | Out in the Garden                        | Оповідання        | Short story       | 1                                            | 21                                           |
| 22    | Король ельфів                                     | The King of the Elves                    | Коротка повість   | Novelette         | 1                                            | 22                                           |
| 23    | Колонія                                           | Colony                                   | Коротка повість   | Novelette         | 1                                            | 23                                           |
| 24    | Трофейний корабель                                | Prize Ship                               | Коротка повість   | Novelette         | 1                                            | 24                                           |
| 25    | Няня                                              | Nanny                                    | Оповідання        | Short story       | 1                                            | 25                                           |
| 26    | Леді, що пекла печиво                             | The Cookie Lady                          | Оповідання        | Short story       | 2                                            | 1                                            |
| 27    | За дверцятами                                     | Beyond the Door                          | Оповідання        | Short story       | 2                                            | 2                                            |
| 28    | Друга модель                                      | Second Variety                           | Коротка повість   | Novelette         | 2                                            | 3                                            |
| 29    | Світ Джона                                        | Jon's World                              | Коротка повість   | Novelette         | 2                                            | 4                                            |

## Видання
- Дік, Філіп. К. Повне зібрання короткої прози. Том 1 / Пер. з англ.: Віталій Корсун, Ігор Гарнік, Єгор Поляков; передмова: Віталій Корсун; післямова: Ната Гриценко. — Київ: Видавництво Жупанського, 2019. — (Ad Astra) — 600 с. ISBN 978-617-7585-07-6[2][К 2]